# 靜脈注射
靜脈注射（intravenous therapy，IV therapy，IV）是一種醫療方法，即把血液、藥液、營養液等液體物質直接注射到靜脈中。
靜脈注射可分短暫性與連續性，短暫性的靜脈注射称为推注（bolus），是以針筒直接将药物注入靜脈，即一般常見的「血管打針」；連續性的靜脈注射称为滴注（infusion，drip），是将输液袋或输液瓶内的液体以逐滴状的状态注入的方式，俗稱。滴注需要將留置针插入靜脈後固定，然後接上可更換或補充的瓶裝或袋裝醫療液體。如果用於短暫性靜脈注射的液體多於50毫升也會使用滴注的方式注入。此外，吸毒者也会借由靜脈注射來使用毒品，静脉注射也是死刑的行刑方式之一。

## 静脉注射类型

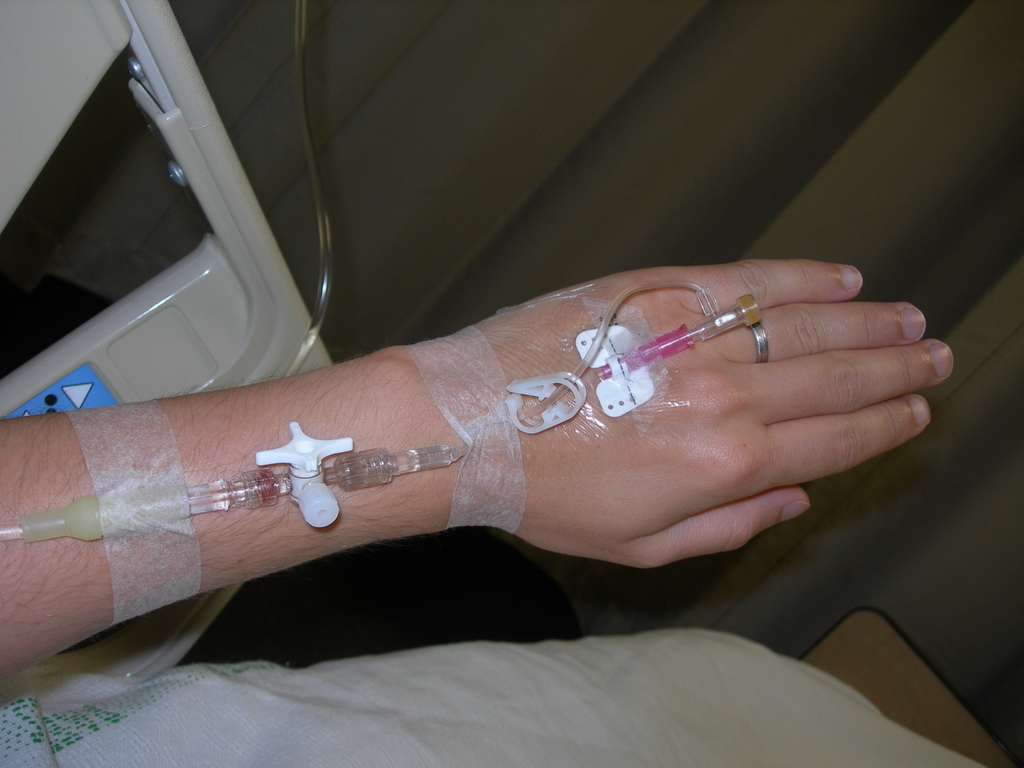
位于手背上的周边静脉注射

中心靜脈導管通道装置示意图

静脉注射可以按照插入的静脉类型来细分。

### 周边静脉注射
周边静脉注射是注射于周边静脉（手背、前臂、小腿、足背的静脉）上。这是最常见的静脉注射方式。

### 中心静脉导管注射
中心静脉注射线上有大型静脉导管，例如上腔静脉、下腔静脉，甚至心脏的右心房。由于这些静脉有很大的直径血流速度快，所以中心静脉线一般用于管理能刺激血容线的物质，例如化学疗法。

## 医学使用

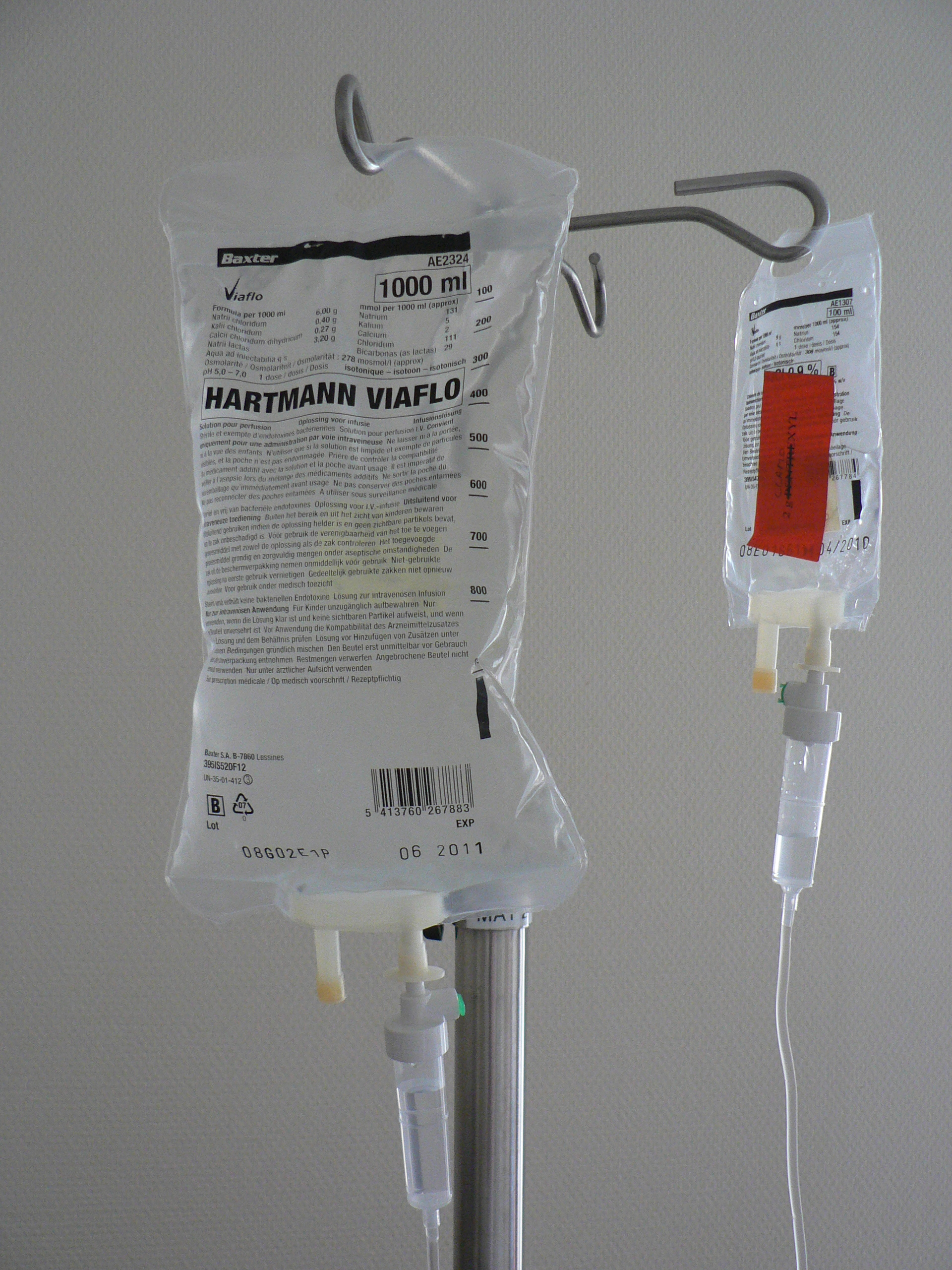
连接有静脉滴注管的静脉滴注袋

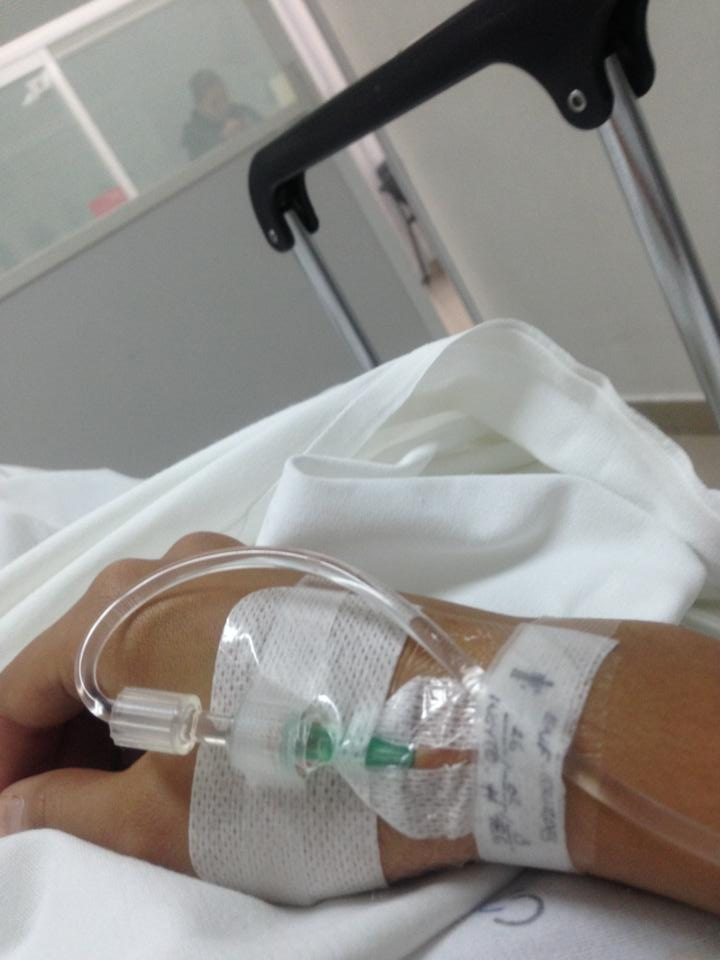
接受静脉滴注

### 扩容
有两种类型的扩容：晶体和胶体。晶体一般可以做成无机盐的水溶液。胶体包含有较大的难以溶解的分子，例如明膠。
- 最常见的晶体溶液是生理食盐水（0.9%的氯化钠溶液），食盐的浓度与血液相近。
- 胶体在血液中有较高的渗透压。

### 血产品
血产品是任何带有血液的产品，血液可能来自捐血者。输血可能有时是为了抢救生命，例如因外伤导致的大量失血，也可以是手术造成的失血。输血有时也用于治疗因血液疾病导致的贫血或者血小板减少症。

## 延伸閱讀
- Royal College of Nursing Standards for infusion therapy 3rd. edition 2010

## 外部連接
- IVTEAM.com （页面存档备份，存于）
- IV-Therapy.net （页面存档备份，存于）
- Intravenous Therapy